# Ilicínea
Ilicínea là một đô thị thuộc bang Minas Gerais, Brasil. Đô thị này có diện tích 376,004 km², dân số năm 2007 là 11265 người, mật độ 31,4 người/km².